# Aleksej Medvedev
Aleksej Sergeevič Medvedev (in russo Алексей Сергеевич Медведев?; Pavlovskij Posad, 5 gennaio 1977) è un ex calciatore russo, di ruolo attaccante.

## Palmarès

### Club

#### Competizioni nazionali
- Coppa di Russia: 1

Rubin Kazan: 2012

### Individuale
- Capocannoniere della Pervyj divizion: 1

2009 (18 reti)